# Rice Tracts
Rice Tracts es un lugar designado por el censo ubicado en el condado de Cameron en el estado estadounidense de Texas. En el Censo de 2020 tenía una población de 733 habitantes y una densidad poblacional de 139,35 habitantes por km². Fue incluido como CDP en el censo de 2020.

## Geografía
Rice Tracts se encuentra ubicado en las coordenadas 26°3′30″N 97°37′37″O / 26.05833, -97.62694. Según la Oficina del Censo de los Estados Unidos,  tiene una superficie total de 5,26 km², de la cual 4,84 km² corresponden a tierra firme y 0,42 km² a agua.